# Phrynobatrachus breviceps
Phrynobatrachus breviceps är en groddjursart som beskrevs av Martin Pickersgill 2007. Phrynobatrachus breviceps ingår i släktet Phrynobatrachus och familjen Phrynobatrachidae. IUCN kategoriserar arten globalt som otillräckligt studerad. Inga underarter finns listade i Catalogue of Life.